# Neupfarrkirche (Regensburg)

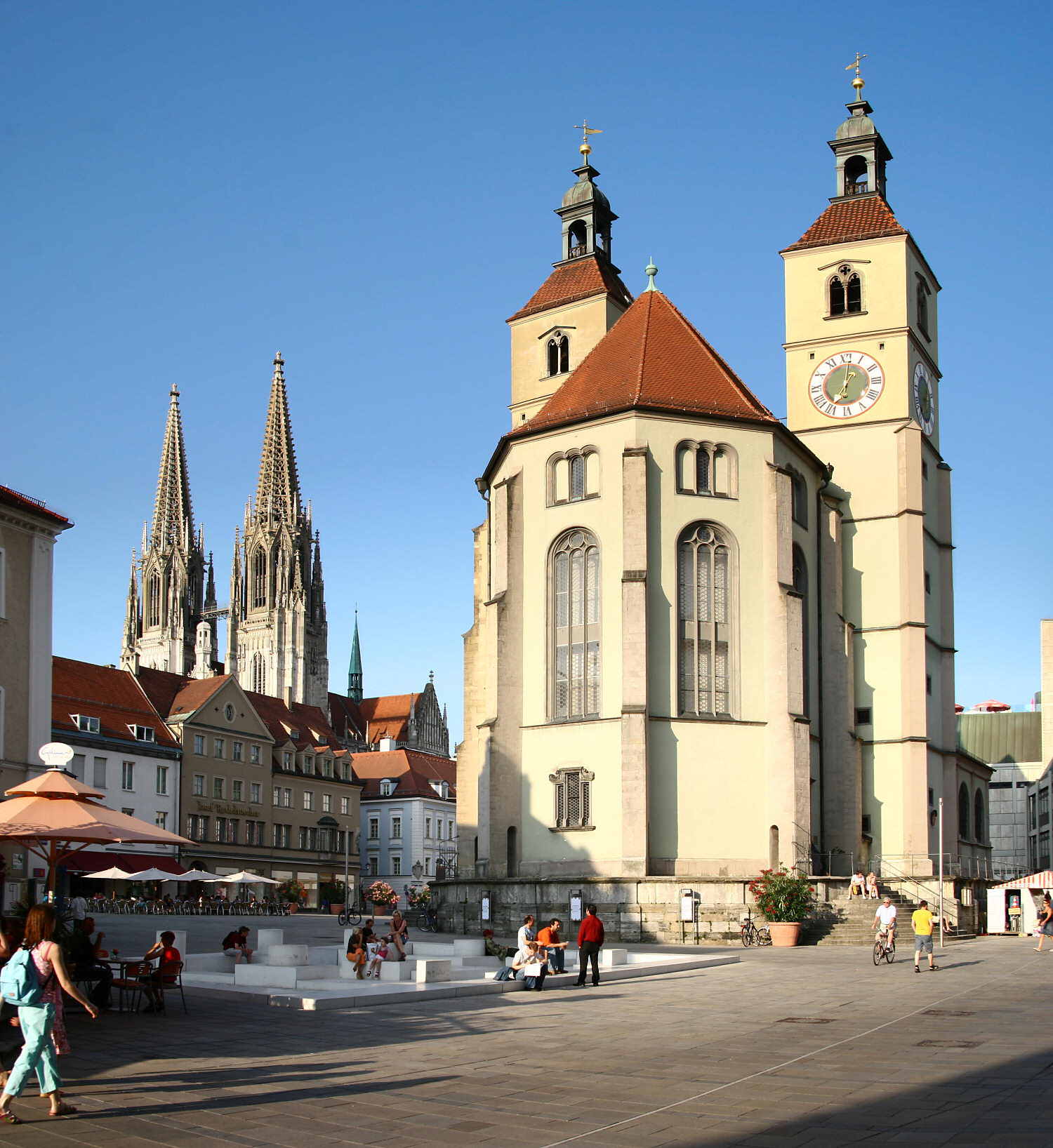
Evangelische Neupfarrkirche, Hintergrund: Domtürme. Vordergrund: Karavan-Denkmal

Die Neupfarrkirche ist eine evangelische Pfarrkirche am Neupfarrplatz in der Altstadt von Regensburg. Mit dem Bau der ursprünglich als katholische Wallfahrtskirche geplanten Kirche wurde nach der Zerstörung des jüdischen Viertels im Jahr 1519 begonnen. Mit den hohen Einnahmen aus der zunächst stürmisch verlaufenden Wallfahrt sollte der Bau einer großen katholischen Wallfahrtskirche finanziert werden. Als sich dann später mit dem Rückgang der Wallfahrt zeigte, dass wegen ausbleibender Einnahmen die Finanzierung des katholischen Kirchbaus nicht mehr gesichert war, wurde der Bau der Kirche eingestellt. Die Finanzierung der provisorischen Fertigstellung der Kirche wurde zwischen den beiden beteiligten bzw. interessierten Parteien ausgehandelt und dann von der Reichsstadt Regensburg übernommen, die die Kirche nach Einführung der Reformation als neue protestantische Kirche nutzen wollte.

## Geschichte

### Vertreibung der Regensburger Juden
Die Neupfarrkirche befindet sich auf dem Areal des ehemaligen jüdischen Viertels im mittelalterlichen Zentrum der Stadt. Die jüdische Gemeinde Regensburgs war im Mittelalter mit ca. 300 Mitgliedern eine der größten und bedeutsamsten im damaligen Reich. Bereits gegen Ende des 15. Jahrhunderts und erneut 1507 und 1514 hatten der Bischof und der Rat der Stadt Regensburg beantragt, die Juden ausweisen zu dürfen, was jedoch am Widerspruch von Kaiser Maximilian scheiterte. Er nahm gegen Zahlung eines Schutzgeldes seine Rolle als Schutzherr der Juden wahr und verlangte für seine Erlaubnis eine Ablösesumme. Die Stadt Regensburg war in dieser Zeit in einer sehr schlechten finanziellen Lage und galt als unzuverlässiger Zahler. Nachdem 1514 der neue Reichshauptmann Thomas Fuchs von Wallburg in Regensburg die kaiserliche Autorität über die Stadt repräsentierte, konnte die Entscheidung über den Wunsch der Stadt nach Vertreibung der Juden nicht schnell entschieden werden. Als dann Kaiser Maximilian am 12. Januar 1519 starb, nutzte der Rat der Stadt die unübersichtliche Situation und ordnete am 21. Februar 1519 einseitig die Vertreibung aller Juden an. Der Reichshauptmann Thomas Fuchs von Wallburg als Vertreter des Kaisers gab sich überrascht, verhinderte die Vertreibung aber nicht und spielte auch bei der Abwicklung der vielen finanziellen Folgen der Judenvertreibung eine zwielichtige Rolle.
Das jüdische Viertel samt Synagoge wurden dem Erdboden gleichgemacht. Der mittelalterliche „jüdische Totenacker“ mit über 4000 Grabsteinen, die der Archivar Carl Theodor Gemeiner in einem Bericht über den außerhalb der Stadtmauer auf dem Gelände der „Emmeraner Breiten“ liegenden Friedhof erwähnt, wurde geschändet und die Grabsteine geraubt.
Die Vertreibung war gut vorbereitet. Bereits einen Monat vor der „Ausschaffung“ – so der zeitgenössische Ausdruck – ließ der Rat der Stadt ein juristisches Gutachten zur Legitimation des geplanten Rechtsbruchs erarbeiten. Ebenfalls schon vor der Vertreibung hatte man beschlossen, anstelle der niedergelegten Synagoge eine Marienkirche zu errichten. Damit sollte die Erinnerung an die Geschichte der Juden in Regensburg verdrängt und der Abriss der Synagoge unumkehrbar gemacht werden.

### Die Wallfahrt zur „Schönen Maria“

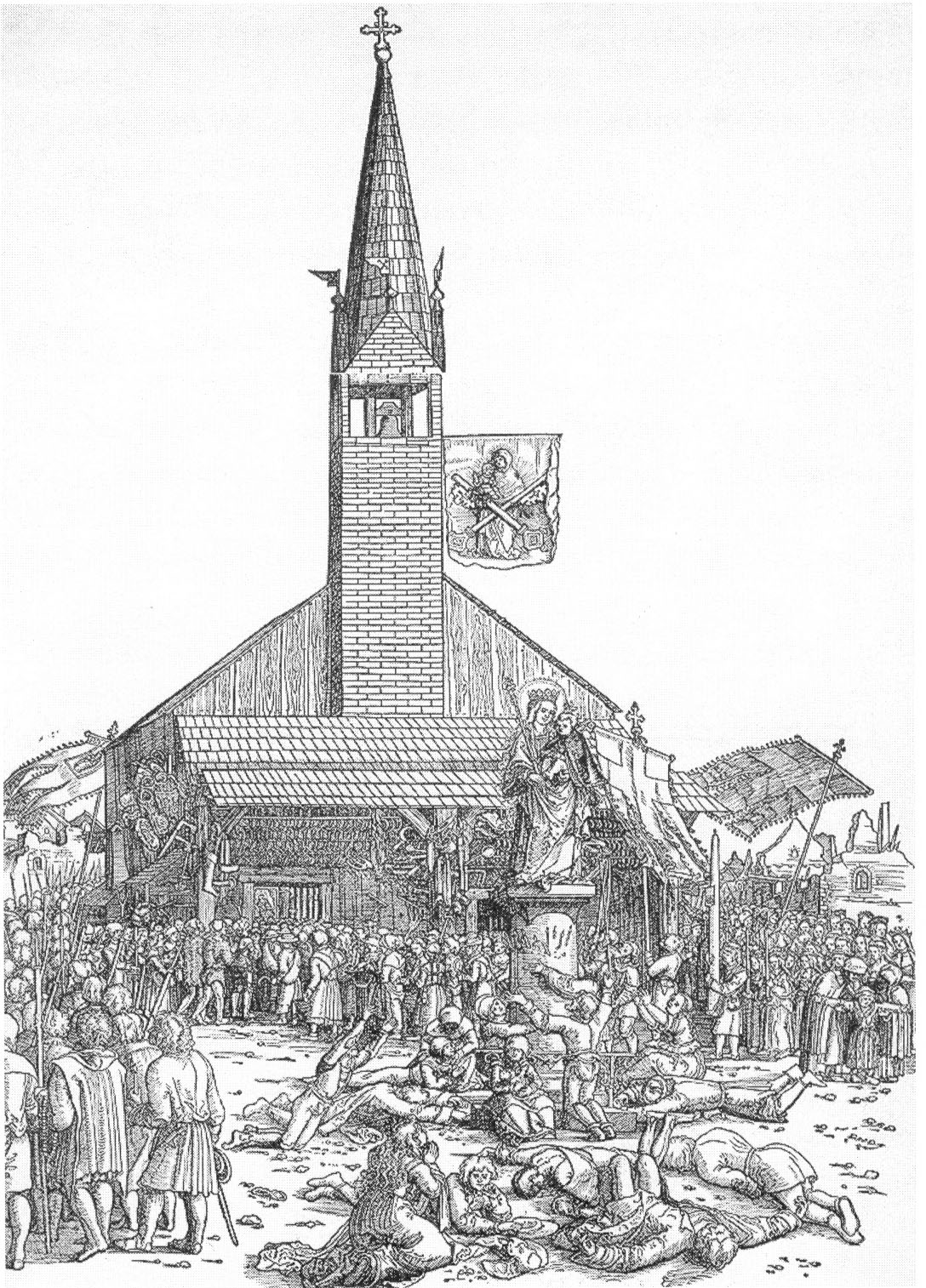
Pilgerzug zur Schönen Maria. Holzschnitt von Michael Ostendorfer (1520)

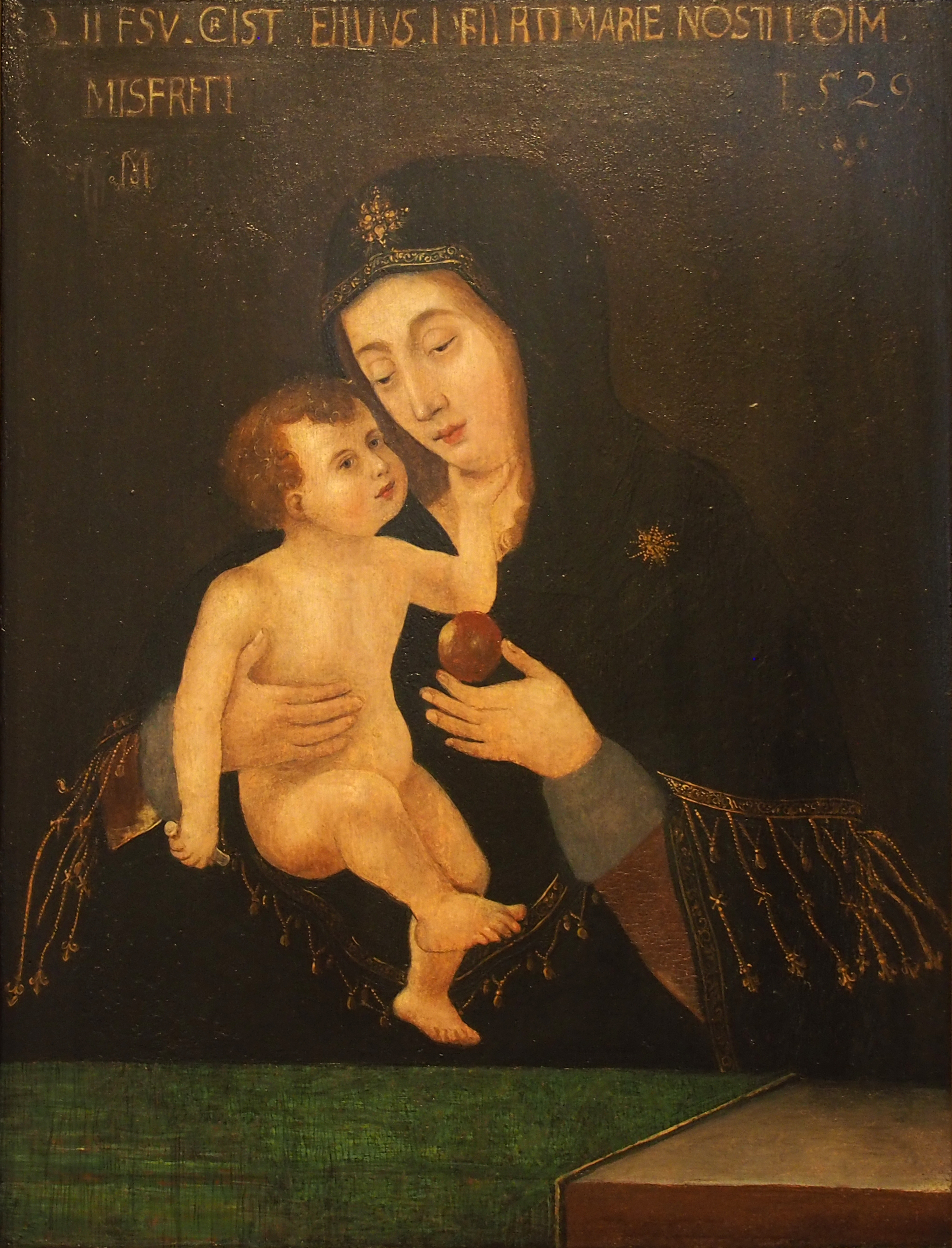
Die Schöne Maria von Regensburg, Ölgemälde von Michael Ostendorfer (1529)

Wie in 16 ähnlich gelagerten Fällen wurde auch in Regensburg eine Marienkirche als antijüdische Siegesarchitektur neben der zerstörten Synagogen errichtet. Bereits im April 1519 konsekrierte man eine hölzerne Kapelle, die am Platz des Geschehens errichtet wurde. Innerhalb weniger Monate entwickelte sich daraufhin eine Marienwallfahrt, für die am 2. Juni ein Ablassbrief als Starthilfe gewährt wurde, der von 25 Kardinälen unterzeichnet ist. Am 19. September 1519 wurde der Grundstein zur Errichtung einer steinernen Marien-Wallfahrtskirche gelegt, für deren Bau nach Plänen des Augsburger Baumeisters Hans Hieber man auch die Trümmersteine der abgebrochenen Judenhäuser und Grabsteine aus dem geplünderten jüdischen Friedhof benutzte.
Die Wallfahrt zur „Schönen Maria“ entwickelte sich rasch zu einer der größten Wallfahrten im deutschsprachigen Raum, was ohne den werbenden Einsatz der damals neuen Technik des Buchdrucks nicht zu erreichen gewesen wäre.
Das erste von vier gedruckten Wunderbüchern trug den Titel Die wunderbarlichen zaichen beschehen zu der schönen Maria zu Regenpurg / im xix. jhar. Es propagierte ein vorgebliches Ursprungswunder, das beim Abbruch der Synagoge Ende Februar 1519 geschehen sei. Demnach habe der Steinmetzmeister Kern einen Sturz in die Tiefe allein durch Marias wundersames Eingreifen überstanden. Zum Dank und zur Ehre der Muttergottes habe sich daraus die Wallfahrt zur „Schönen Maria“ am Ort der Zerstörung entwickelt. Diese Kultpropaganda stammte aus dem Kreis der Wallfahrtsinitiatoren aus Stadtrat bzw. Klerus. Eine bedeutsame Rolle spielte hierbei Domprediger Balthasar Hubmaier, der bereits am 25. März 1519 mit seinem charismatischen Einfluss auf die Bevölkerung eine erste Predigt gehalten hatte und dann die Sammlung der angeblichen Wunder nicht nur beim Rat vorgeschlagen und durchgeführt, sondern auch noch deren Überprüfung vorgenommen hatte.
Der Höhepunkt der Wallfahrt wurde in den Jahren 1520/21 erreicht und drohte, sich abzuschwächen. Man sah sich gezwungen, Hubmaier aus Waldshut am Bodensee zurückzurufen, wohin er sich zurückgezogen hatte, um Anschluss an humanistische Kreise zu suchen. Dort war er auch mit reformatorischen Ideen in Kontakt gekommen. Bei der Rückkehr nach Regensburg verpflichtete sich Hubmaier bis Ende 1522 zu bleiben und fand auch in Regensburg Zugang zu Kreisen mit reformatorischen Ideen um den Blaufärber Hans. Zudem wurde ihm der Massenauflauf und das hysterische Verhalten der Pilger an der hölzernen Behelfskirche so unheimlich, dass er einen Arzt in Ulm um Erklärung bat. Als der Arzt den Zustand als „plötzlich auftretendes Nervenfieber“ medizinisch diagnostizierte und damit als nicht religiös verursacht, kam Hubmaier zu der Auffassung, die er dann später in Zürich äußerte, dass mit der Wallfahrt in Regensburg „Mißbrauch“ getrieben worden sei.
Das Ende der Wallfahrt war spätestens 1525 zu verzeichnen. Bis zu diesem Jahr hatte die Wallfahrt die hohe Summe von insgesamt fast 31.000 fl eingebracht. Dabei müssen aber Ausgaben bis zur Einstellung der Bauarbeiten an der noch weitgehend unvollendeten steinernen Wallfahrtskirche in Höhe von 16.600 fl gegengerechnet werden. Die Wallfahrt war vom Rat der Stadt tatkräftig gefördert worden, weil sich Rat und Bischof mit der Wallfahrt eine zunächst sprudelnde Einnahmequelle erschlossen hatten. Über die Verteilung der Einnahmen kam es zu einem erbitterten Rechtsstreit zwischen der Stadt und dem bischöflichen Administrator. Im Streit hatte die Stadt aber eine starke Position, weil sie nach Vertreibung der Juden in den Besitz der Grundstücke gekommen war. Man einigte sich im August 1522 darauf, dass mit dem alleinigen Patronatsrecht an der Kirche zur Schönen Maria dem Rat der Stadt auch die Verfügungsgewalt über die dort tätigen Geistlichen und das Kirchengut überlassen wurde. Nur auf dieser rechtlichen Basis konnte die Stadt 1541 den evangelischen Prediger Erasmus Zoller anstellen und am 15. Oktober 1542 die Reformation in dem provisorisch abgeschlossenen Kirchbau mit dem ersten öffentlichen Abendmahl einführen.
Mitte des 17. Jahrhunderts nahm man die Wallfahrt für einige Jahre in einer Loretokapelle im benachbarten bayerischen Stadtamhof wieder auf. Im Jahr 1747 wurde in der Regensburger Kassianskirche erneut zur Marienwallfahrt aufgerufen.

### Bau der Neupfarrkirche

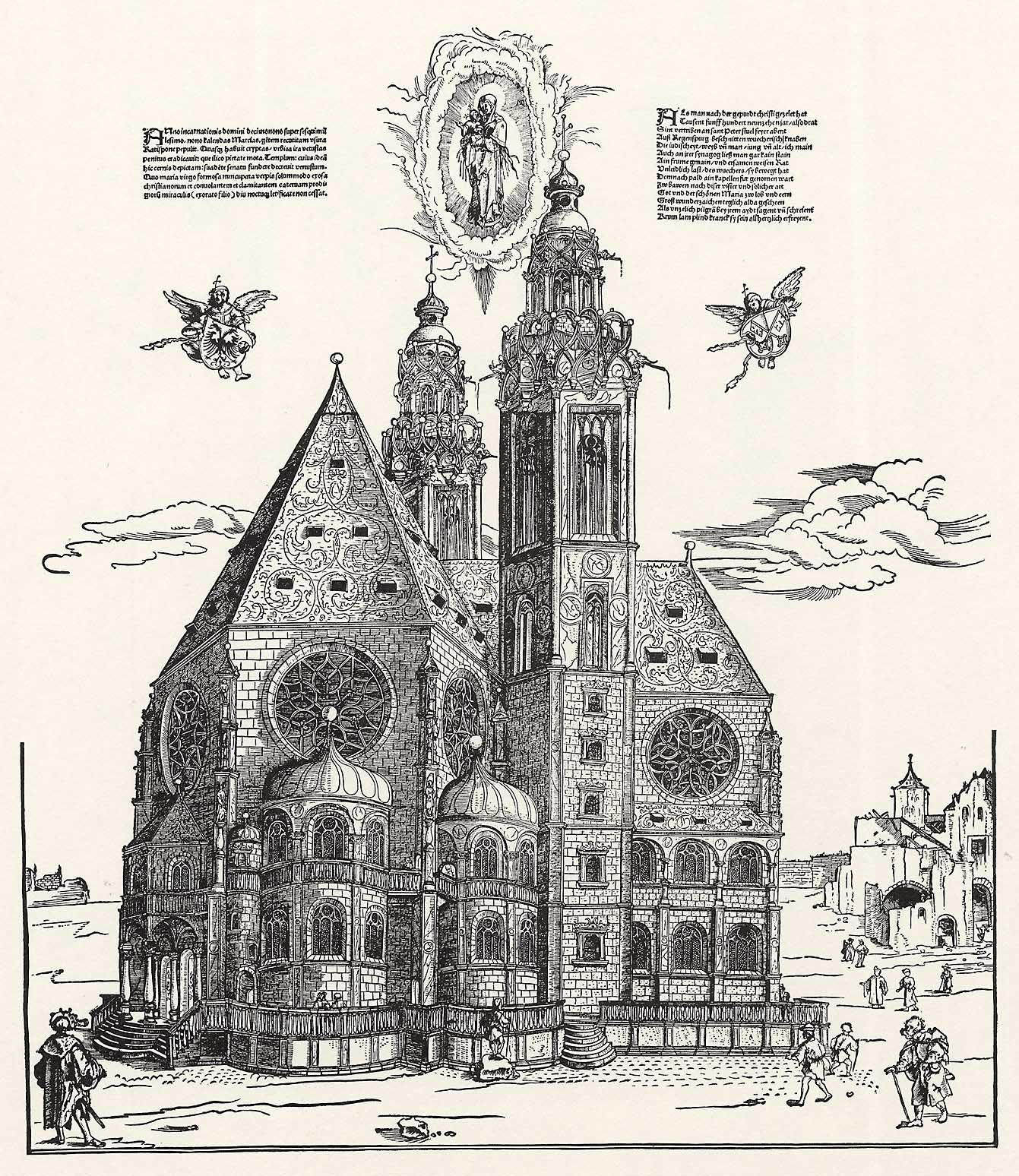
Entwurf der Neuen Kirche (Michael Ostendorfer, um 1521)

Mit einer Grundsteinlegung begann 1519 der Bau einer steinernen Wallfahrtskirche nach Plänen des Architekten Hans Hieber, der in den Folgejahren auch ein eindrucksvolles Holzmodell der geplanten Kirche erstellte, das im Stadtmuseum erhalten ist. Der Bau der Kirche musste bereits 1528 wieder eingestellt werden, als durch das Abbrechen der Wallfahrt der Kirchbau nicht mehr finanzierbar war. Wie das Modell der Kirche zeigt, hätte sich das geplante Langhaus der Kirche über den Standort der zerstörten Synagoge hinaus westlich bis zum Beginn der Gesandtenstraße erstreckt. Auf einem Sockelfundament aus dem Trümmerschutt der zerstörten Judenhäuser waren beim Abbruch der Baumaßnahmen nur die beiden Türme und der Chor fertig gestellt. Die Torso-Kirche wurde im Westen mit einer Wand provisorisch geschlossen und im Jahr 1540 wurde dieses Gebäude geweiht. 1542 trat Regensburg zur evangelisch-lutherischen Konfession über und der Rat der Stadt machte die Torso-Kirche zur ersten evangelischen Pfarrkirche der Stadt und nannte sie „Neupfarrkirche“.
Erst 1860 wurde der Kirchbau mit der provisorischen Westfassade vom Münchner Architekten Ludwig Foltz mit Aufstockung des Südturms und durch Errichtung eines die Westfassade harmonisch abschließenden fünfseitigen Chorbaus endgültig fertiggestellt. Mit dieser Baumaßnahme konnte auch der Innenraum der Kirche zur Aufnahme einer doppelgeschossigen Orgelempore aufgeweitet werden.
Der auf einem Terrassensockel errichtete Kirchenbau ist ein einschiffiger Renaissancebau mit spätgotischen Elementen, mit zwei Jochen, einer fünfseitigen Apsis und zwei Türmen. Eine architektonische Besonderheit ist die Doppelwendeltreppe im Südturm, die früher zum Erreichen der beiden übereinanderliegenden Westemporen diente.

### Ausstattung der Neupfarrkirche

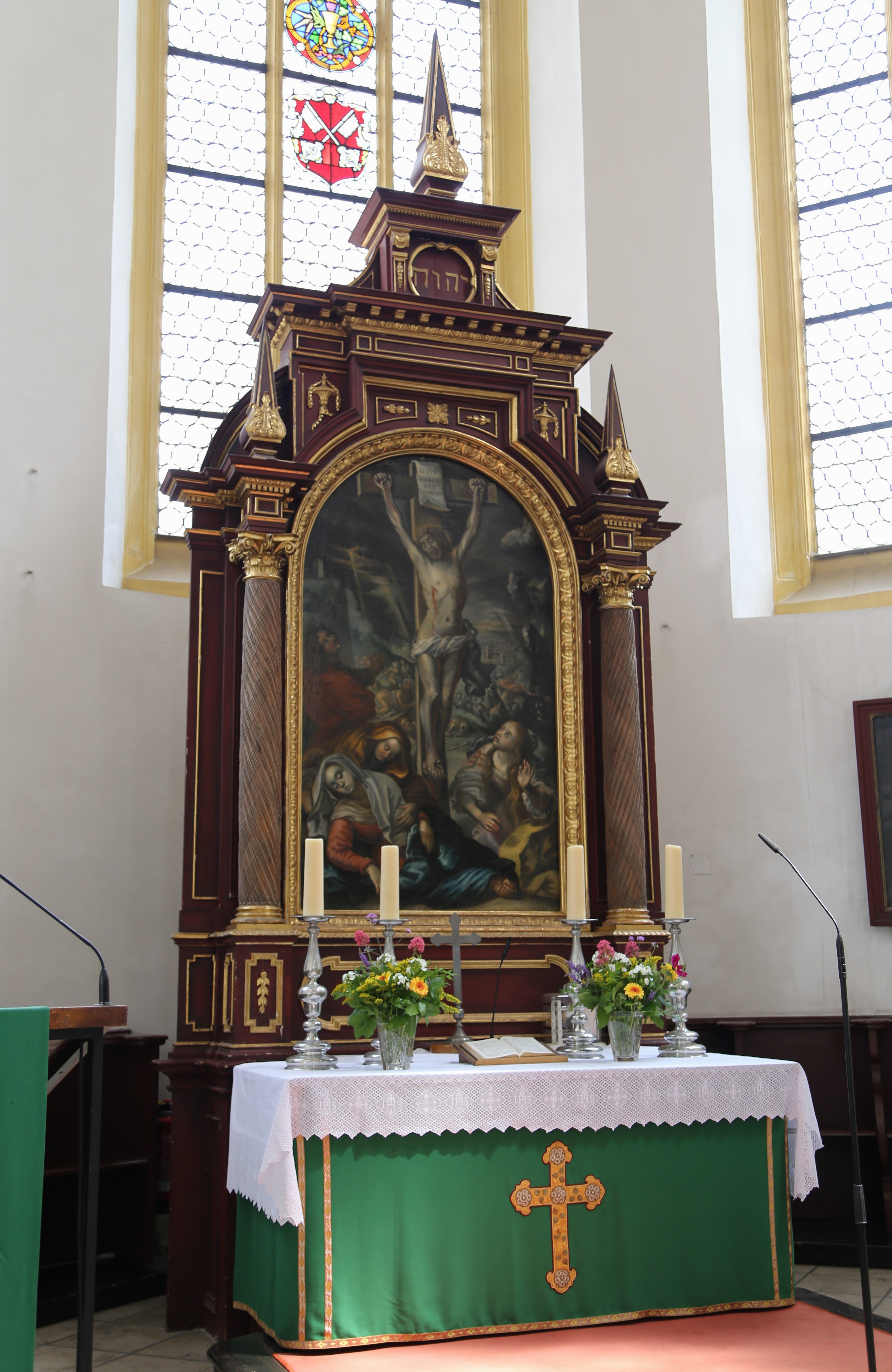
Altar von 1617

Ein ursprünglich geplanter Steinaltar wurde vom Rat der Stadt aus Kostengründen nicht errichtet. Stattdessen bekam 1554 der Maler Michael Ostendorfer den Auftrag für einen Holzaltar mit einem reichen Bildprogramm, das von den evangelischen Pfarrern und vom Superintendenten Nicolaus Gallus vorgegeben wurde. Der 1555 fertiggestellte Ostendorfer-Altar wurde in der Kirche frei im Raum aufgestellt und konnte bei der Abendmahlsfeier umgangen werden, so dass auch die Darstellung des Jüngsten Gerichts auf der Rückseite betrachtet werden konnte. Die freie Aufstellung und die geringe Höhe von 5 m gaben dem Altar den Anschein eines Möbelstücks, das keinen Bezug zur Architektur hatte, sondern primär zur Selbstvergewisserung der Gemeinde im Glauben dienen sollte mit Hilfe eines Bildprogramms, das in Süddeutschland einzigartig war. Nach relativ kurzer Zeit wurde der Altar am Beginn des 17. Jahrhunderts aus der Kirche entfernt, gelangte über Zwischenstationen ins Rathaus und wurde nach 1800 im leer stehenden Reichssaal abgestellt. 1840 kam der Ostendorf-Altar in den Besitz des Historischen Vereins. Heute befindet sich der unvollständige, restaurierte Ostendorfer-Altar im Historischen Museum. Der heutige Altar in der Neupfarrkirche stammt aus dem Jahr 1617.
In der Neupfarrkirche befindet sich eine der wenigen in Bayern erhaltenen Kanzeluhren.

### Sonstiges
Bereits im 16. Jahrhundert wirkten zahlreiche Gemeindemitglieder auch in den evangelischen Gemeinden Österreichs und Südosteuropas. im 17. Jahrhundert wurden viele aus Österreich vertriebene Protestanten Mitglieder dieser Gemeinde. Heute ist die Kirche auch die evangelische Universitätskirche von Regensburg.

## Orgel

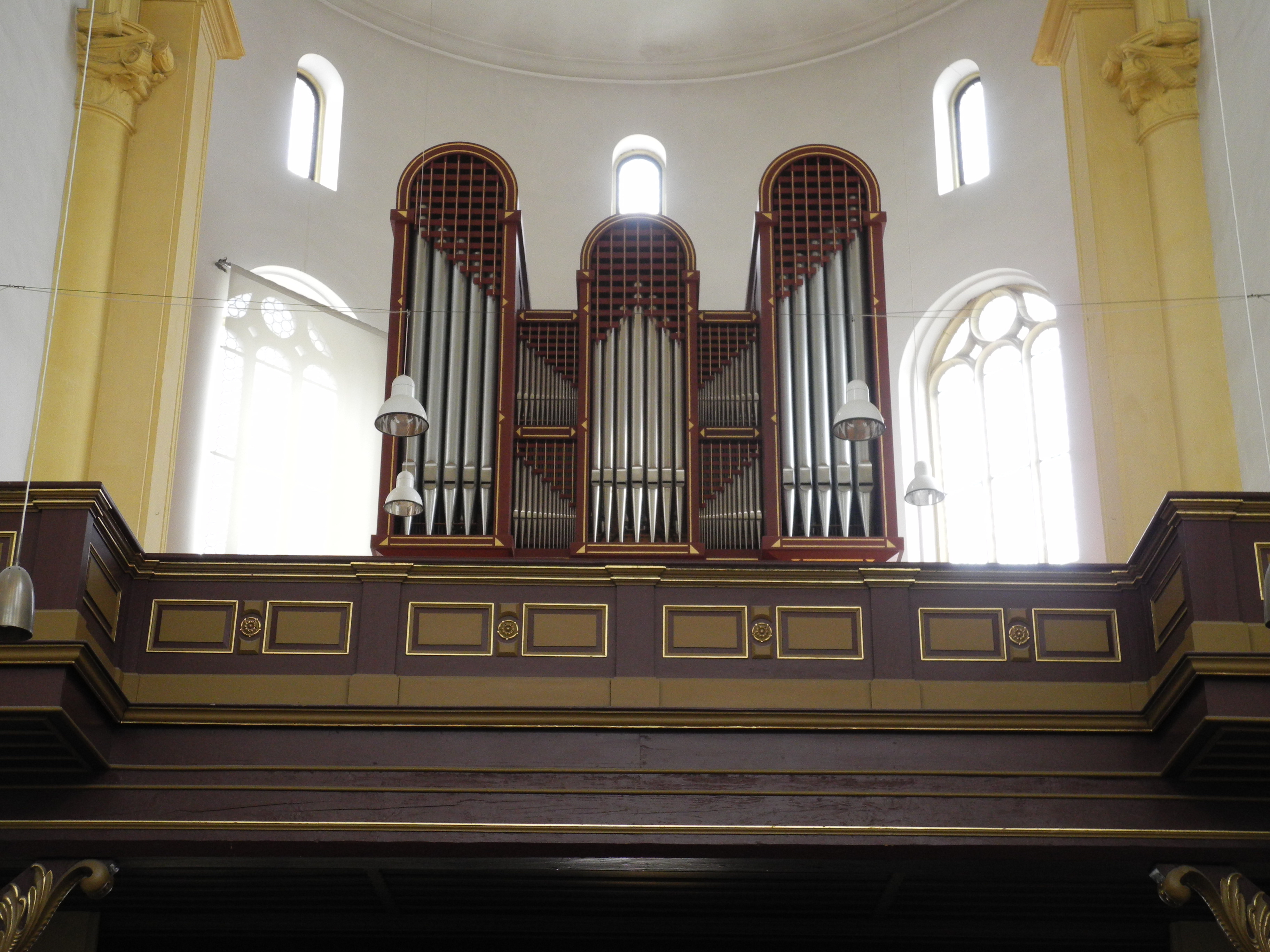
Orgel aus dem Jahr 1986 von Georg Jann

Die Neupfarrkirche hat eine lange Orgeltradition, die oft von finanzieller Knappheit geprägt war. Bereits in der Marienkapelle war ein Positiv, vermutlich ein Blockwerk, im Jahr 1519 nachweisbar. 1520 wurde das Instrument mit einem Pedal versehen und um 1537 in die neu errichtete Kirche übertragen. 1574 baute Hans Dech aus Schneeberg eine relativ kleine Orgel, die auf der zweiten Empore stand. Dieses Instrument wurde in die Oswaldkirche übertragen um Platz für die zehnregistrige Sturm-Orgel zu schaffen, welche 1591 erbaut wurde. Nach Errichtung der dritten Empore wurde diese Orgel dorthin übertragen. Sie wurde im Laufe der Zeit mehrmals renoviert.
Die nächste Orgel wurde von Johann Jakob Späth erbaut. Sie umfasste 22 Register. Diese wurde am Johannistag 1727 zum ersten Mal gespielt.
Um das Jahr 1834 wurde eine neue zwölfregistrige Orgel erbaut, die von Johann Heinssen stammte. Sie wurde nach der Innenrenovierung und dem Abbruch der dritten Empore durch die Oettinger Firma Steinmeyer auf die zweite westliche Empore transferiert.
Nachdem diese Maßnahme keine Verbesserung der Orgelsituation gebracht hatte, baute Steinmeyer 1927 als Opus 1440 eine neue, elektrische Taschenladen-Orgel mit 35 Register, die sich auf drei Manuale und Pedal verteilten. Die Disposition für dieses Instrument, die der Elsässisch-Neudeutschen Orgelreform folgte, wurde von Friedrich Högner erstellt. Das Instrument stand wiederum auf der zweiten Empore. Vermutlich aus finanziellen Gründen wurde das Gehäuse der Vorgängerorgel gestalterisch mitverwendet. Nach der Innenrenovierung wurde diese Orgel 1959 mit einem dem Zeitgeschmack entsprechendem Gehäuse in veränderter Aufstellung neu errichtet und 1973 grundlegend durch die Firma Hirnschrodt renoviert.
Nach dem Brüchigwerden der Membranen entschloss sich die Gemeinde zu einem Neubau. 1986 schuf Georg Jann ein neues Instrument mit Schleifladen. Die obere Empore wurde zuvor abgetragen, das Instrument wurde auf der ersten Empore aufgestellt und erhielt einen repräsentativen, neuzeitlichen Prospekt. Sie umfasste 41 Register auf drei Manualen und Pedal. Diese Orgel wurde 2016 von Andreas Utz umfassend renoviert, geringfügig um die Register Nr. 1 und 14 erweitert und am 25. September wieder eingeweiht. Sie hat derzeit folgende Disposition:
| I Hauptwerk C–a3 |                     |        |     |
| 01.              | Gedeckt             | 16′    | (n) |
| 02.              | Principal           | 08′    |     |
| 03.              | Rohrflöte           | 08′    |     |
| 04.              | Oktave              | 04′    |     |
| 05.              | Blockflöte          | 04′    |     |
| 06.              | Schwegel            | 02′    |     |
| 07.              | Kornett IV (ab f0)0 | 08′    |     |
| 08.              | Mixtur V            | 01 ⁄3′ |     |
| 09.              | Dulzian             | 16′    |     |
| 10.              | Trompete            | 08′    |     |

| II Positiv C–a3 |                  |       |     |
| 11.             | Gedackt          | 8′    |     |
| 12.             | Quintade         | 8′    |     |
| 13.             | Principal        | 4′    |     |
| 14.             | Sesquialter II 0 | 2 ⁄3′ | (n) |
| 15.             | Nachthorn        | 2′    |     |
| 16.             | Sifflöte         | 1′    |     |
| 17.             | Scharff III      | 2⁄3′  |     |
| 18.             | Krummhorn        | 8′    |     |
|                 | Tremulant        |       |     |

| III Schwellwerk C–a3 |                 |         |
| 19.                  | Bordun          | 16′     |
| 20.                  | Rohrpfeife      | 08′     |
| 21.                  | Gambe           | 08′     |
| 22.                  | Vox coelestis 0 | 08′     |
| 23.                  | Fugara          | 04′     |
| 24.                  | Traversflöte    | 04′     |
| 25.                  | Quinte          | 02 ⁄3′  |
| 26.                  | Oktavin         | 02′     |
| 27.                  | Terz            | 01 3⁄5′ |
| 28.                  | Plein-Jeu IV    | 02′     |
| 29.                  | Fagott          | 16′     |
| 30.                  | Oboe            | 08′     |
| 31.                  | Cor anglais     | 04′     |
| .                    | Tremulant       |         |

| Pedal C–f1 |                 |         |
| 32.        | Principal       | 16′     |
| 33.        | Subbaß          | 16′     |
| 34.        | Quinte          | 10 2⁄3′ |
| 35.        | Oktave          | 08′     |
| 36.        | Spielflöte      | 08′     |
| 37.        | Choralbaß       | 04′     |
| 38.        | Pommer          | 04′     |
| 39.        | Bauernflöte     | 02′     |
| 40.        | Hintersatz IV 0 | 02 ⁄3′  |
| 41.        | Bombarde        | 16′     |
| 42.        | Posaune         | 08′     |

- Koppeln: II/I, III/I, III/II, I/P, II/P, III/P (auch als Piston-Tritte)
- Spielhilfen: Setzeranlage, Schwelltritt, Tuttitritt und Einzelzungenabsteller
- Anmerkung

(n) = 2016 nachträglich ergänztes Register

## Glocken
Im Nordturm hängt die größte Glocke, die trotz der Materialablieferungen der Weltkriege erhalten geblieben ist. Im Südturm befinden sich die drei Weiteren, welche 1948 ergänzt werden mussten.
| Nr. | Schlagton (HT-1/16) | Gussjahr | Glockengießer      |
| 1   | des1 (−10)          | 1595     | Georg Schelchshorn |
| 2   | es1 (−1)            | 1948     | Karl Hamm          |
| 3   | f1 (−3)             | 1948     | Karl Hamm          |
| 4   | as1 (−1)            | 1948     | Karl Hamm          |

## Gegenwart
- Im Rückteil der Kirche ist eine Ausstellung zur jüdischen Geschichte Regensburgs und zur Reformation zu sehen.
- Von 1995 bis 1997 wurden im Untergrund des Neupfarrplatzes vorhandene Reste von Häusern des zerstörten Judenviertels, die bereits vor dem Zweiten Weltkrieg durch den Bau eines Luftschutz-Ringbunkers teilweise zerstört worden waren, archäologisch erfasst. Teile der Ausgrabungen sind heute im Rahmen von Führungen (Dokument Neupfarrplatz) zugänglich.
- Bei den archäologischen Grabungen auf dem Neupfarrplatz wurden im Untergrund auch Reste der alten Synagoge von Regensburg gefunden. Daraufhin errichtete der Bildhauer und Gestalter Dani Karavan genau über deren Standort 2004 ein begehbares Bodenrelief aus weißem Spezialbeton, das ihren Grundriss genau wiedergibt.